# Турков Геннадій Леонідович
Турков Геннадій Леонідович (5 січня 1945, Александровськ-Сахалінський, Росія — 25 листопада 2020) — український поет і перекладач поезії з японської, китайської, російської, англійської. Перекладав українську поезію мовою есперанто.

## Біографія
Геннадій Турков народився 5 січня 1945 року на Сахаліні (Росія). Школу закінчив у Хабаровську 1962 року. Працював на заводі та студії телебачення. Закінчив філологічний факультет Київського педагогічного інституту. По закінченні інституту служив рік у війську, працював вчителем у сільській школі на Київщині. 1971 року повернувся на Далекий Схід. Слухав лекції з давньояпонської мови і літератури в Далекосхідному університеті, що у Владивостоку. Давньокитайську мову вивчав самотужки. Працював 7 років в Хабаровському радіотелецентрі, 6 років на залізниці, 13 років у аптечному складі. З 2006 року — на пенсії. Повернувся на постійне проживання до України, поновив членство в Національній спілці письменників України. Мешкав у Києві.

## Творчий доробок
Добірки його перекладів друкувалися в журналах «Всесвіт», «Основа», «Далекосхідна хвиля». На мову есперанто перекладав з української (І.Котляревський, Г.Сковорода, Т. Шевченко, Леся Українка, Б.-І.Антонич), російської (Ф.Сологуб, А.Фет, Ін. Анненський, Ю.Балтрушайтіс), англійської (Роберт Фрост, Байрон), японської (Сайгьо, Мацуо Басьо, Ісікава Такубоку, Бусон, Йосано Акіко, Вакаяма Бокусуй), китайської (Ван Вей, Ду Фу, Ханьшань), фінської (Ейно Лейно). Також переклав твори А. Рюноске.
Власні вірші українською мовою друкував у багатьох журналах, збірниках, газетах.
Переклав есперанто перші три частини «Енеїди» І. Котляревського («Eneado», опубліковано в газеті «La Kancerkliniko», 114, 125—126, 135—138).
В останні роки життя перекладав українською з давньокитайської твори Конфуція.